# Barbara Walters

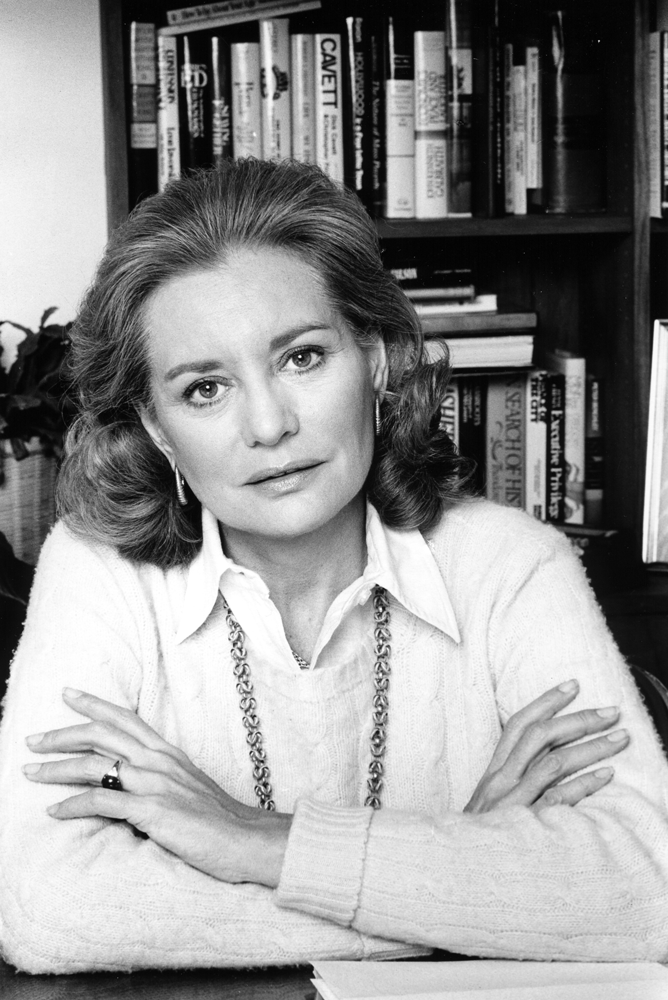
Barbara Walters in ihrem Büro, Foto von Lynn Gilbert, 1979

Barbara Jill Walters (* 25. September 1929 in Boston, Massachusetts; † 30. Dezember 2022 in New York City, New York) war eine US-amerikanische Journalistin und Fernsehmoderatorin.

## Leben

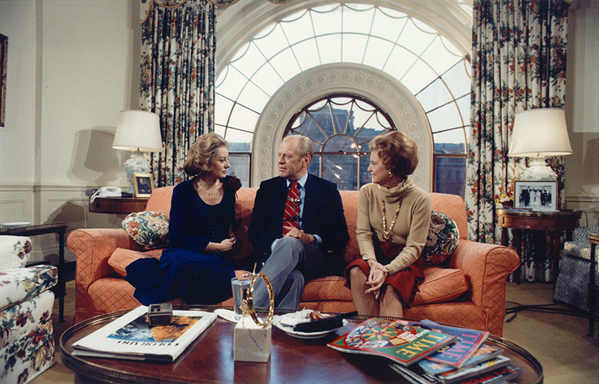
Walters (links) bei einem Interview mit Präsident Ford im Weißen Haus, 1976

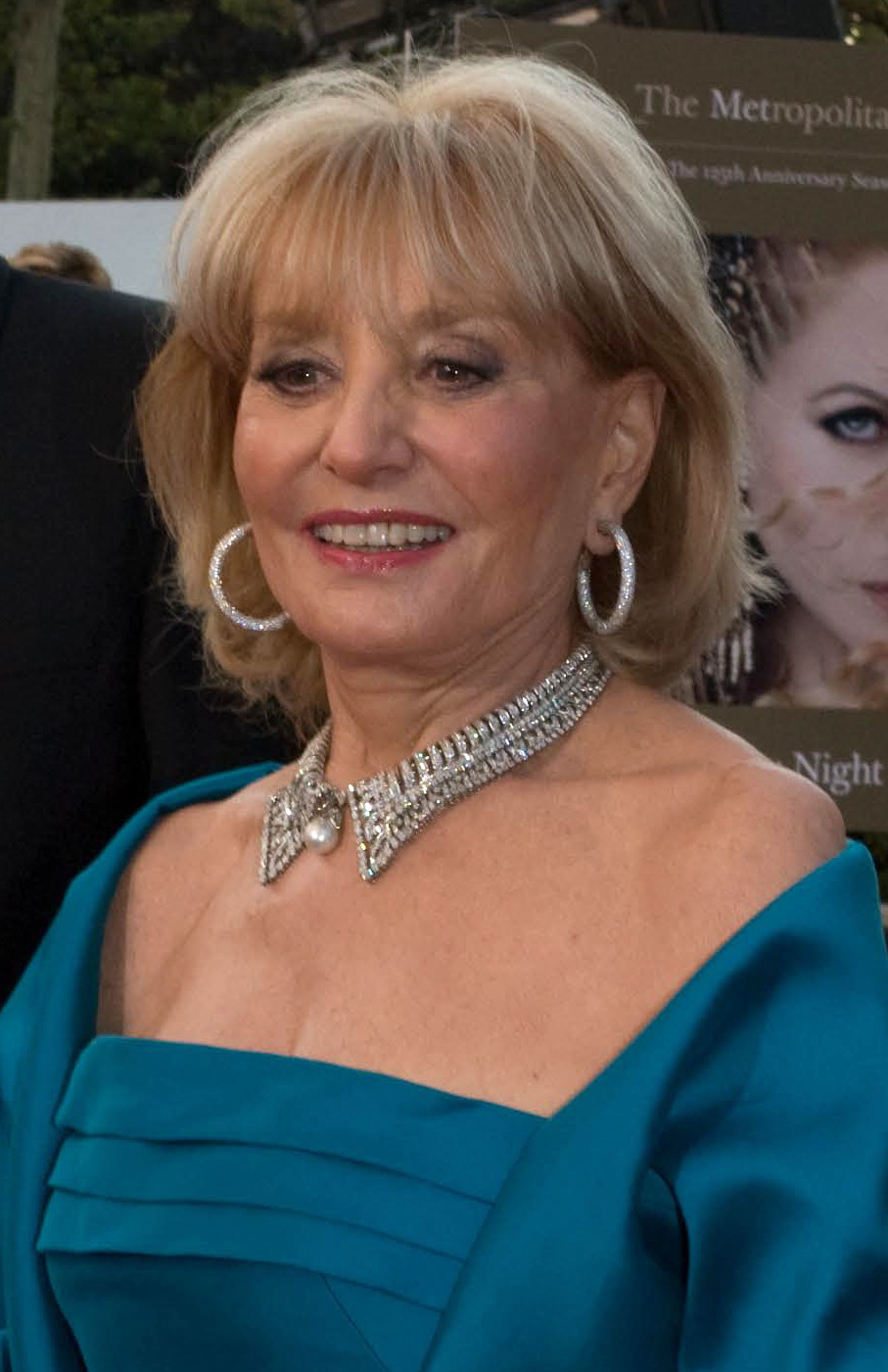
Barbara Walters, 2008

Barbara Walters wurde als Tochter des aus Osteuropa eingewanderten jüdischen Produzenten und Nachtclub-Besitzers Lou Walters und dessen Frau Dena, geb. Selett, geboren und wuchs zunächst in wohlhabenden Verhältnissen auf. Als ihr Vater später Bankrott machte und einen Herzinfarkt erlitt, war es an Walters, ihre Eltern und ihre behinderte Schwester zu unterstützen. Nach Abschluss der High School studierte sie bis 1953 am Sarah Lawrence College in Yonkers.
Walters arbeitete zunächst als Sekretärin, dann als Texterin für verschiedene Fernsehstationen (WNBC TV, WPIX, CBS TV). 1961 stieß sie zur morgendlichen Today-Show der National Broadcasting Company (NBC). Die ersten beiden Jahre war sie wieder als Texterin tätig, ab 1963 als Reporterin. Bis 1974 war sie reguläres Redaktionsmitglied, 1974–1976 fungierte sie selbst als „Co-Host“, d. h. als eine der gesprächsführenden Moderatoren von Diskussionsrunden. Barbara Walters präsentierte fast 25 Jahre lang das Nachrichtenmagazin 20/20 auf dem Fernsehsender ABC. Sie und Helen Thomas waren 1972 die einzigen Frauen im Journalistentross, als der damalige Präsident Richard Nixon die Volksrepublik China besuchte. 1976 führte sie als erste Frau im US-amerikanischen Fernsehen durch ein abendliches Nachrichtenprogramm.
Die Starreporterin interviewte Politgrößen wie Fidel Castro, Jiang Zemin und Wladimir Putin und holte jeden US-Präsidenten seit Richard Nixon vor die Kamera. Weitere berühmte Interviewgäste waren Anwar as-Sadat, Menachem Begin, der Schah von Iran und seine Ehefrau Farah Diba, Margaret Thatcher, Indira Gandhi, Václav Havel, Muammar al-Gaddafi, König Hussein von Jordanien, König Abdullah von Saudi-Arabien, Hugo Chávez und Baschar al-Assad. Andere Gesprächspartner waren Sylvester Stallone, Michael Jackson, Katharine Hepburn, Anna Wintour, 1980 Sir Laurence Olivier und 1985 Caroline von Monaco, 1990 Donald Trump.
2004 trennte sie sich von dem Nachrichtenmagazin, um sich ganz auf Sondersendungen zu konzentrieren. Sie wurde am 14. Juni 2007 mit einem Stern auf dem Hollywood Walk of Fame ausgezeichnet. Am 11. Juni 2007 führte Barbara Walters ein Interview per Telefon mit Paris Hilton direkt aus deren Gefängniszelle in Lynwood.
Im Mai 2013 teilte Walters mit, dass sie im Mai 2014 in Pension gehen werde; sie blieb jedoch bis 2016 Produzentin verschiedener Sendungen.
Barbara Walters starb am 30. Dezember 2022 im Alter von 93 Jahren zu Hause in New York.

## Memoiren
- Audition: A Memoir. A. A. Knopf, New York City, 2008, ISBN 978-0-307-26646-0.